# Aciagrion pinheyi
Aciagrion pinheyi là một loài chuồn chuồn kim trong họ Coenagrionidae.
Loài này được xếp vào nhóm loài thiếu dữ liệu trong sách Đỏ của IUCN năm 2007.
Aciagrion pinheyi được miêu tả khoa học năm 2001 bởi Samways.